# Сходження з рейок

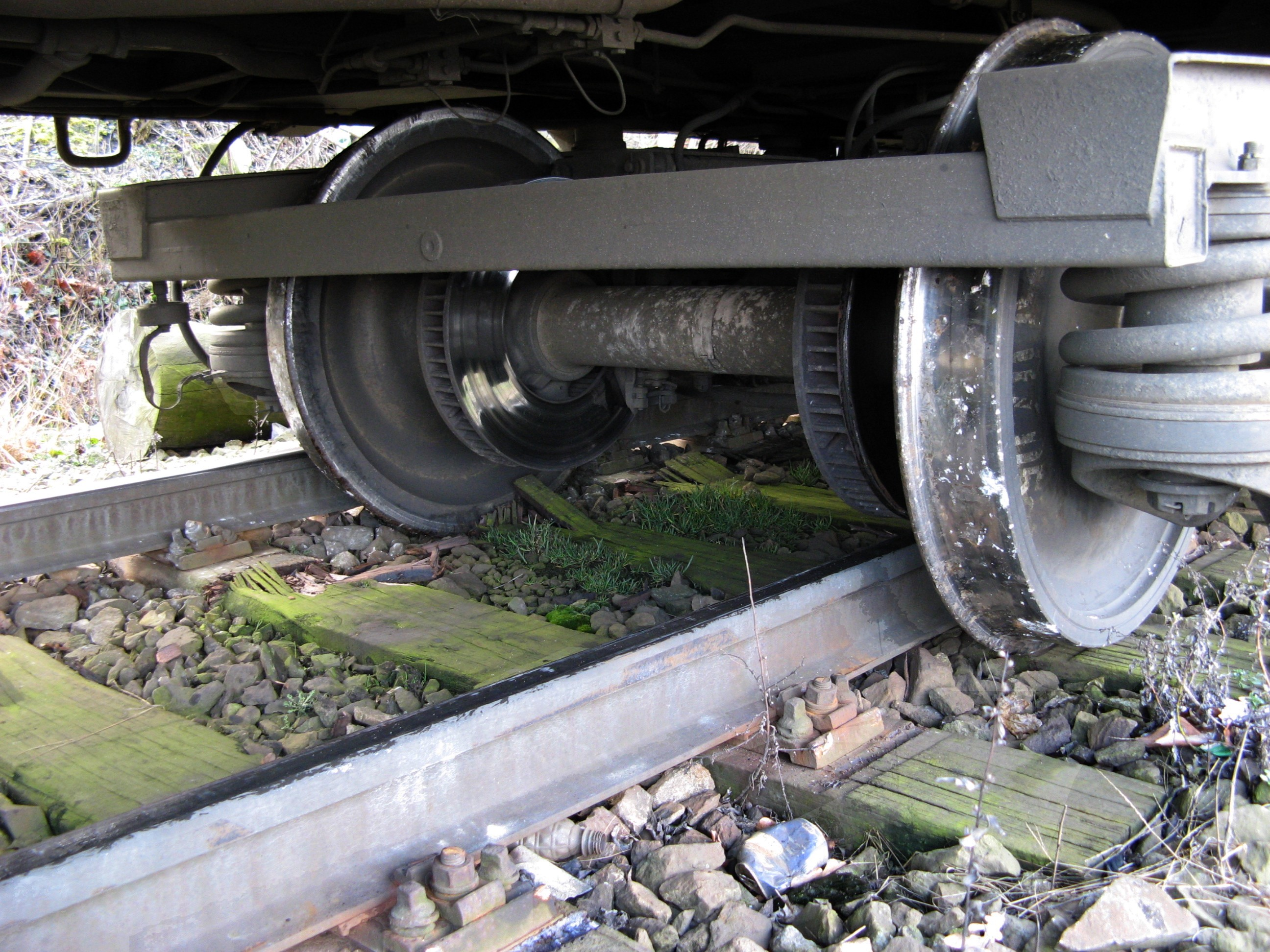
Сходження з рейок потягу EC 107 (Прага-Варшава) у Празі 17 лютого 2007 р. Великим планом відображено колісну пару. Видно ушкоджені колесами шпали.

Сходження з рейок — транспортна пригода на залізничному транспорті, за якої потяг полишає рейки. Може призвести до ушкоджень техніки, травм і навіть загибелі людей.
Основні причини сходження з рейок: зламані або зміщені рейки, надмірна або недостатня швидкість, поломки рухомого складу і його коліс, зіткнення з перешкодами. Сходження з рейок може бути наслідком зіткнення між двома або більше потягами. Скидальні стрілки захищають основні колії від аварійних потягів, навмисно зводячи їх з рейок для зупинки. Безребордні колеса спрощують проходження локомотивами кривих, але роблять більш імовірним сходження з рейок.
Повернення назад потягу, що зійшов з рейок, складне завдання і у складних випадках вимагає залучення великих залізничних кранів. У простих випадках, коли колісні пари перебувають неподалік від рейок, використовуються спеціальні пристосування — жаби.